# Дом Папудовой
Дом Папудова — старинный жилой дом в Одессе на углу Соборной площади и Преображенской улицы. Памятник архитектуры местного значения (решение Одесского облисполкома № 480 от 15 августа 1985 года).
Комплекс зданий между Соборной и Полицейской площадями и Преображенской улицей возник как хлебный магазин-зернохранилище. Со стороны Соборной площади располагался четырёхэтажный особняк владельцев — греческой семьи зерноторговцев Папудовых.

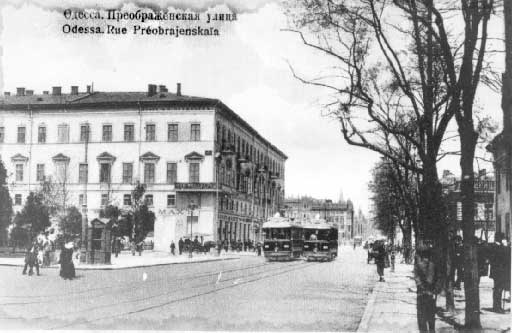
Вид на дом Папудова со стороны Преображенской улицы, 1913

В 1843—1846 на месте будущего дома архитектором Иваном Козловым был построен зерновой склад, в котором зерно не только хранилось, но и сортировалось, проходило сушку и упаковку. После Крымской войны и переориентации основных потребителей российского зерна на других поставщиков, зерновой бизнес перестал быть сверхприбыльным. Зерновой склад в центре города оказался не нужен, однако возник сильный спрос на доходные дома. С начала 1860-х и до конца 1870-х годов дом перестраивается, превращаясь в жилой дом. В работе участвовали архитекторы Франц Моранди, Франц Боффо, Демосфен Мазиров, Маврикий Рейнгерц.
До середины 1870-х на втором и третьем этажах дома продолжали находиться склады зерна. Всё это время существовала угроза обрушения перекрытий из-за огромного веса зерна. Со стороны Преображенской улицы располагались магазины и конторы, в частности, магазин канцелярских товаров Ивана Маха, мануфактурный магазин братьев Самсоновых. В 1860-х гг. часть дома Папудова занимала частная женская гимназия Анны Пиллер. После окончательной перестройки фасадная часть дома имела 4 этажа, тогда как со стороны двора было уже 6 этажей. Внутри двора располагались хозяйственные помещения. В XIX веке это был самый высокий жилой дом в Одессе.
Аристидис Папудов (греч. Αριστείδης Παππούδωφ) был потомком богатой семьи из Константинополя, иммигрировавшей в Россию. Он переехал в Грецию примерно в 1870-х годах, в период, когда Харилаос Трикупис обратился к грекам, живущим за границей, с просьбой о репатриации средств.
В 1918—1919 г. в доме жила актриса немого кино Вера Холодная, которая умерла здесь же 16 февраля 1919 года. В память о ней 2 сентября 2003 г. у цветочной галереи открыт памятник. Квартира, в которой жила актриса, находилась на втором этаже разрушенной позднее части дома (как раз в том месте, где находится памятник).
Во время Великой Отечественной войны дом сильно пострадал от авиабомб. Часть дома со стороны Преображенской улицы не восстанавливалась в дальнейшем. Особняк Папудовых вдоль Соборной площади изначально был восстановлен только в два этажа и лишь в конце 1970-х годов были воссозданы остальные два этажа. Проектом восстановления особняка руководили инженеры Одесского Гипропрома Г. Е. Лернер и Г. Л. Бендерский. При восстановлении применили уникальный проект с тонкими железобетонными балками-струнами перекрытий и облегченными перегородками из камыша. В ходе работ по реконструкции случился пожар, из-за чего работу пришлось начинать сначала.
В послевоенное время и до начала 1990-х, на месте разрушенной части дома располагался цветочный рынок, позднее на этом месте была построена стеклянная галерея на металлическом каркасе.